# Mabel Taliaferro
Mabel Taliaferro (ur. 21 maja 1887 w Nowym Jorku, zm. 24 stycznia 1979 w Honolulu) – amerykańska aktorka filmowa.

## Filmografia
seriale
- 1948: Studio One
- 1950: Armstrong Circle Theatre

film
- 1912: Cinderella jako Kopciuszek
- 1916: The Sunbeam jako Prue Mason
- 1940: My Love Came Back jako Dowager

## Wyróżnienia
Posiada swoją gwiazdę na Hollywoodzkiej Alei Gwiazd.